# Власичев, Анатолий Владимирович
Анатолий Владимирович Власичев (14 июня 1988) — киргизский футболист, полузащитник клуба «Мурас Юнайтед». Выступал за сборную Кыргызстана.

## Клубная карьера
Воспитанник ДЮСШ города Джизака. Начал взрослую карьеру в 16-летнем возрасте в ошском «Алае», выступал за этот клуб в течение четырёх лет. Позднее играл за «Нефтчи» (Кочкор-Ата), а в 2009 году находился в составе фарм-клуба узбекского «Локомотива» (Ташкент). С 2010 года играл за «Дордой» (Нарын/Бишкек) и становился чемпионом Кыргызстана.
С 2012 года в течение трёх лет выступал за клубы первой лиги Казахстана — «Лашын», «Спартак» (Семей), «Окжетпес».
В 2015 году вернулся в Кыргызстан и стал играть за «Алай», с которым, будучи капитаном команды, завоевал чемпионский титул. В 2016—2017 годах выступал за «Дордой», но оба сезона не доигрывал до конца — в сентябре 2016 года перешёл в оманский «Оман Клуб», а в июле 2017 года — в клуб первой лиги Казахстана «Мактаарал».
С 2018 года играет за мальдивский «Т. К. Спортс Клуб». Стал автором первого хет-трика, сделанного киргизским футболистом в матчах Кубка АФК, забив три гола команде из Бангладеш.

## Карьера в сборной
Дебютный матч за сборную Кыргызстана сыграл 21 марта 2011 года против Таджикистана. Всего в 2011—2014 годах сыграл 13 матчей за национальную команду, не забив ни одного гола.

## Личная жизнь
Отец Владимир Анатольевич (род. 1955) и брат Андрей (род. 1981) в прошлом футболисты, позднее — тренеры.